# Павел Божигробски
Хаджи Павел Божигробски е български духовник, архимандрит, и просветен деец от Българското възраждане.

## Биография
Павел, чието светско име е неизвестно, е роден в ениджевардарското село Кониково, днес Дитико, Гърция. Точната година на раждането му е неизвестна, но се знае, че непосредствено след края на Кримската война през 1856 година е бил на 60-65 години. От рано остава сирак, а след потурчването на сестра му, се замонашва в Зографския манастир. Ръкоположен е в архимандритски сан и е назначен за протосингел на Йерусалимския патриарх. От 1850 до 1866 година Павел е главен представител на божигробските таксидиоти (божигробски протосингел) в Солун. От периода 1850 - 1856 година са запазени писма от патриарх Кирил II Йерусалимски до Павел Божигробски.
През 1865 година на път като таксидиот за Прага спира в Белград, където се запознава с Ян Шафарик, по това време директор на Белградската библиотека и музей. Шафарик го препоръчва със специално писмо на владиката Владислав Ригер, в което нарича Павел „благоговеен отец... родом македонски българин“. За кратко е игумен на манастира „Свети Гаврил Лесновски“ при Кратово. От 1867 година Павел е свещеник в Солун и подпомага финансово тамошното българско училище. От 1866 до 1870 година е председател на българската община във Воден. На няколко пъти е канен да оглави Солунската българска община, но отказва поради възрастта си. През лятото на 1871 година е интерниран от Воден в Солун без право да напуска града. В 1871 година обаче след създаването на Екзархията по молба на екзарх Антим I оглавява българската община в Битоля.
Павел е близък с патриарх Кирил II Йерусалимски, което може би допринася за това тази патриаршия да не признае наложената на Българската екзархия схизма през 1872 година.
Архивите му се съхраняват в НБКМ-БИА.

## Кониковското евангелие
Павел Божигробски е автор на няколко превода на църковни книги, най-известният от които е Неделното евангелие, отпечатано в 1852 година в печатницата на Киряк Държилов в Солун с гръцки букви. Преводът е направен на новобългарски език – на родния диалект на отец Павел и е важен извор за историята на българския език.
Текстът на заглавната страница на евангелието гласи:
| „ | ΕΥΑΓΓΕΛΙΕ ΝΑ ΓΟΣΠΟΔΑ ΜΠΟΓΑ Η ΣΠΑΣΑ ΝΑΣΕΓΟ ΙΗΣΟΥΣΑ ΧΡΙΣΤΩ, ΣΙΓΑ ΝΟΒΟ ΤΥΠΟΣΑΝΟ ΝΑ ΜΠΟΓΑΡΣΚΟΙ ΓΕΖΙΚ. ΖΑ ΣΕΚΟΑ ΝΕΔΕΛΙΑ ΟΤ ΓΟΔΙΝΑ ΔΟΓΟΔΙΝΑ ΣΟ ΡΕΤ. ΠΡΕΠΙΣΑΝΟ Η ΔΙΟΡΤΩΣΑΝΩ ΟΤ ΜΕΝΕ ΠΑΥΕΛ ΙΕΡΟΜΟΝΑΧ, ΜΠΟΖΙΓΡΟΠΣΚΗ ΠΡΩΤΟΣΥΓΓΕΛ, ΡΟΔΟΜ ΒΟΔΕΝΣΚΑ (Επαρχια) ΟΤ ΣΕΛΟ ΚΟΝΙΚΟΒΟ. ΣΟΛΟΝ ΣΤΑΜΠΑ ΚΥΡΙΑΚΟΒΑ ΔΑΡΖΗΛΕΝ. 1852 | “ |

Предаден с кирилица:
| „ | Евангелие на Господа Бога и Спаса нашего Иисуса Христо, сига ново типосано на богарской йезик за секоа неделя от година догодина со рет. Преписано и диортосано от мене Павел йероманах, божигропски протосингел, родом Воденска (Епархия) от село Кониково. Солон, Стампа Кирякова Дарзилен. 1852. | “ |

Единадесет години след това Кониковско евангелие в 1863 година в Кулакия също е преведено евангелие на новобългарски с гръцки букви, така нареченото Кулакийско евангелие.

## Други трудове
През 1856 година отец Павел издава в Цариград „Апостол или деяния и послания святих апостолов“ – превод на църковнославянски, подготвен от него още през 1841 година. Този Изборен апостол претърпява второ издание през 1871 година.
През 1858 година Павел Божигробски издава отново в Цариград в печатницата на Александър Екзарх „Священное и божественное евангелие Новаго завета“ – също в превод на църковнославянски.